# Cristina Scarlat
Cristina Scarlat est une chanteuse moldave née le 3 mars 1981 à Chișinău.
Le 15 mars 2014, elle gagne la finale nationale moldave et est choisie pour représenter la Moldavie au Concours Eurovision de la chanson 2014 à Copenhague, au Danemark avec la chanson Wild soul (Âme Sauvage). Elle est cependant éliminée lors de la première demi-finale du concours, arrivant à la 16ème et dernière place. 